# پرایورز هاردویک
پرایورز هاردویک (به انگلیسی: Priors Hardwick) یک روستا و محله مدنی در بریتانیا است که در Stratford-on-Avon واقع شده‌است. پرایورز هاردویک ۱۷۲ نفر جمعیت دارد.